# Браун, Роксанна
Роксанна Браун (англ. Roxanna Maude Brown, 2 мая 1946, Иллинойс — 14 мая 2008, Ситак, Вашингтон) — видный специалист по керамике Юго-Восточной Азии и директор Музея керамики Юго-Восточной Азии Бангкокского университета. Её исследования керамики династии Мин значительно улучшили знания о торговле в Китае и прилегающих регионах. Она также часто помогала правительству США в расследовании контрабанды произведений искусства, но сама была замешана в мошенничестве с произведениями искусства в 2008 году. Она была арестована за мошенничество и через несколько дней умерла в тюрьме. После того, как в 2009 году был предъявлен иск о врачебной халатности, приведшей к её смерти, Федеральное бюро тюрем заключило соглашение с её семьёй.

## Биография
Браун родилась на ферме в Иллинойсе, США, и получила степень бакалавра в Колумбийском университете в 1968 году. Затем она стала журналисткой в Южном Вьетнаме, где её брат служил в армии США во время войны во Вьетнаме. Заинтересовавшись азиатским искусством, она получила степень магистра в Сингапурском университете в 1973 году. Она вышла замуж и поселилась в Бангкоке; в 1980-х годах её сбила машина и она чуть не погибла в дорожно-транспортном происшествии, в результате которого она потеряла ногу и серьёзно повредила слух. Тем не менее, в 2004 году она получила степень доктора философии Калифорнийского университета в Лос-Анджелесе, работая над так называемым Мин-пробелом, 300-летним периодом, когда Китай заблокировал экспорт керамики. Результатом стал производственный бум в Юго-Восточной Азии. Анализ Роксанной Браун керамики, найденной после кораблекрушений того периода, «произвёл революцию в понимании моделей торговли в регионе», по словам коллег, цитируемых в Los Angeles Times.

### Арест и смерть
Работая куратором в Бангкокском университете, она участвовала в расследовании контрабанды предметов искусства из Таиланда в Соединённые Штаты, особенно культурной традиции Банчианг, помогая агентам правительства США. Однако она сама была замешана в возможной ложной проверке подлинности украденных предметов, что основывается на материалах, найденных во время рейдов в январе 2008 года в Художественном музее округа Лос-Анджелес, Азиатско-Тихоокеанском музее в Пасадене, Калифорния, Музее Бауэрса в Санта-Ане, Калифорния, и Международном музее Мингеи в Сан-Диего. Браун была арестована 9 мая 2008 года по подозрению в мошенничестве, когда она прибыла в Соединённые Штаты, чтобы прочитать лекцию на симпозиуме азиатского искусства в Вашингтонском университете. Она была найдена мёртвой в своей камере Федерального центра заключения в Си-Таке 14 мая. Обвинение было снято сразу после её смерти.
Вопрос о её фактическом участии в банде контрабандистов, обосновании её ареста и отсутствии медицинской помощи после него стал темой серии статей в газете Los Angeles Times.

### Иск о врачебной халатности
Иск о медицинской халатности был подан сыном Роксанны Тависином (Хайме) Нгернтонгди после того, как было установлено, что Браун умерла от перитонита, вызванного перфоративной язвой. В иске утверждалось, что в СИЗО у неё были проблемы с желудком, и что другие заключенные отвели её в душ после того, как охранник не отреагировал, когда её вырвало чем-то, что «пахло экскрементами». Когда Браун обратилась за помощью 13 мая после 22:00, охранник сказал, что ей придётся ждать медицинской помощи до утра. Сотрудники СИЗО признали, что ночного дежурного медицинского персонала не было, и передали дело на медиацию. В июле 2009 года федеральное правительство урегулировало дело на сумму 880 000 долларов. Адвокат Тим Форд заявил, что часть соглашения предусматривала, что смерть Браун будет расследовать Федеральное бюро тюрем.

## Книги
Она была автором ряда научных книг по керамике Юго-Восточной Азии. Ранние работы:
- Brown, Roxanna M. The Ceramics of South-East Asia: Their Dating and Identification. Oxford in Asia studies in ceramics. Kuala Lumpur: Oxford University Press, 1977.
- Brown, Roxanna M. "Guangdong Ceramics from Butuan and Other Philippine Sites: An Exhibition Catalogue." Makati, Metro Manila, Philippines: The Society, 1989.
- Brown, Roxanna. Ceramic Excavations in the Philippines A Talk Given to the Southeast Asian Ceramic Society. Singapore: Southeast Asian Ceramic Society[англ.], 1972.
- Brown, Roxanna M. "Legend and Reality: Early Ceramics from South-East Asia." Exhibition at the Fitzwilliam Museum, Cambridge, from January 17 Until February 26, 1978. Cambridge: Fitzwilliam Museum, 1978.
- Brown, Roxanna M. The Legacy of Phra Ruang: An Exhibition of Thai Ceramics and of Ancient Pottery from Ban Chieng, Wednesday, 12 June-Wednesday, 26 June 1974. London: Bluett & Sons, 1974.

Более поздние работы:
- Brown, Roxanna M., and Sten Sjostrand. Maritime Archaeology and Shipwreck Ceramics in Malaysia. Kuala Lumpur, Malaysia: Published on the occasion of the exhibition Malaysian Maritime Archaeology by Dept. of Museums & Antiquities in collaboration with Nanhai Marine Archaeology Sdn. Bhd, 2001.
- Brown, Roxanna M., and Sten Sjostrand. Turiang: A Fourteenth-Century Shipwreck in Southeast Asian Waters. Pasadena, CA: Pacific Asia Museum, 2000. ISBN 978-1-877921-17-9.